# Reserva natural de Koytendag
La reserva natural de Koytendag (en turcomano: Köýtendag goraghanasy), anteriormente conocida como reserva natural de Kugitang, es un zapovédnik turcomano (reserva natural estricta) situado en la provincia de Lebap en el extremo oriental de Turkmenistán. Fue establecida el 11 de julio de 1986, está ubicada en la ladera occidental de las montañas Koytendag, una rama de la cordillera Gissar de la enorme cordillera Pamir-Alái. El área de la reserva es de 27 139 ha y el objetivo principal de su creación es proteger la naturaleza única de Koytendag y sus alrededores, así como desarrollar la base científica para restaurar los ecosistemas dañados. Su creación también está relacionada con la necesidad de proteger al marjor tayiko, que está incluido en la Lista Roja de Especies Amenazadas de la Unión Internacional para la Conservación de la Naturaleza (UICN) debido a su extrema rareza.

## Topografía
La reserva está ubicada en la cordillera Koytendag de la provincia de Lebap y cubre un área de 271,4 km². Se extiende a lo largo del cinturón montañoso medio y superior a una altitud de 900 a 3139 m s. n. m. (metros sobre el nivel del mar). La característica principal de la reserva son los complejos de cuevas (más de 300 cuevas) que son únicos en Eurasia y la diversidad de procesos geológicos que los formaron y la belleza de los fenómenos geológicos.
El pico más alto de Turkmenistán, el Aýrybaba, se encuentra en la reserva natural.

### Santuarios
La reserva, también incorpora cuatro santuarios o Zakáznik:
- Santuario Garlyk (establecido en 1986) fue creado para la protección de cuevas únicas y otros objetos de la naturaleza inanimada (mármol ónix), protección de especies de plantas raras y endémicas y la preservación de los bosques de enebros.
- Santuario Hojapil (establecido en 1986), incluye: [6]
  - La Meseta de los Dinosaurios, una losa inclinada de piedra caliza, que conserva cientos de huellas de dinosaurios, es una atracción turística popular. El sitio fue descubierto por un geólogo soviético en los años 80.
  - La cueva Kyrk Giz, un lugar sagrado en la tradición turcomana, el suelo de la cueva tiene una tumba
  - El cañón de Umbardepe, una cascada que tiene una altura de 27 metros, es muy popular entre los turistas
- Santuario Hojaburjybelent (establecido en 1986) fue establecido para la preservación y recuperación de los bosques de pistacho y la protección del hábitat de los animales que allí se encuentran.
- Santuario Hojagarawul (establecido en 1999), incluye:[5]
  - La cueva Karlyuk, una red subterránea de 50 km, formado por cuevas y numerosos lagos subterráneos que albergan la endémica locha de Starostin (Nemacheilus starostini)
  - La Kainar Baba, una de las pocas fuentes termales de sulfuro en Turkmenistán.

## Clima y ecorregión
La reserva se encuentra en la ecorregión de los bosques abiertos de Gissaro-Alai que cubre las estribaciones occidentales que rodean dos ramas occidentales de las montañas Tian Shan en el oeste de Tayikistán, y partes del este de Uzbekistán y el oeste de Kirguistán, en Asia Central. Los bosques están formados principalmente por enebros y arbustos, que se ajustan a la zona de altitud situada entre el fondo del valle desértico (principalmente en el oeste) y la línea de árboles, por encima de la cual las crestas de las montañas están cubiertas de glaciares y son áridas.
El clima característico de la zona en que se encuentra la reserva es un clima continental húmedo, subtipo de verano caluroso y seco (clasificación climática de Köppen Dsa), con grandes diferencias de temperatura estacionales y un verano caluroso (al menos un mes con un promedio de más de 22 °C (71,6 °F), e inviernos suaves. En el período más seco, entre abril y septiembre, no tiene más de 30 milímetros de precipitaciones.

## Flora y fauna
Este lugar es una de las 50 áreas importantes para las aves y la biodiversidad en Turkmenistán. La reserva alberga una población del raro marjor tayiko (Capra falconeri heptnerni).